# Peter Boch
Peter Boch (* 29. April 1980 in Waldshut) ist ein deutscher Politiker der CDU und seit 1. August 2017 Oberbürgermeister der baden-württembergischen Großstadt Pforzheim. Zuvor war er von 2011 bis 2017 Bürgermeister der Gemeinde Epfendorf (Landkreis Rottweil).

## Leben
Die Mittlere Reife absolvierte er 1996 an der Grund- und Werkrealschule in Stuttgart-Gablenberg. Bereits als Schüler erhielt er ab 1991 eine Ballettausbildung an der John Cranko Schule in Stuttgart, schließlich von 1996 bis 1997 in München an der Heinz-Bosl-Stiftung.
Von 1998 bis 2001 wurde er in Göppingen zum Polizeibeamten ausgebildet. Anschließend war er bis 2003 bei der Einsatzhundertschaft tätig, dann bis 2011 in verschiedenen Positionen bei der Polizei Stuttgart, insbesondere als Sachbearbeiter und im Personenschutz.
Boch ist verheiratet und hat drei Kinder. Er ist römisch-katholisch und betätigt sich in mehreren Vereinen.

## Politik
Von 2011 bis 2017 war Boch Bürgermeister von Epfendorf. Am 7. Mai 2017 wurde er mit 51,5 Prozent der Stimmen im ersten Wahlgang zum Oberbürgermeister in Pforzheim gewählt und setzte sich damit gegen Amtsinhaber Gert Hager (SPD) durch. Für Kontroversen hatte im Wahlkampf die Erklärung der AfD gesorgt, Boch bei der Wahl zu unterstützen. Dieser erklärte in der Folge, das Gespräch mit der AfD suchen zu wollen, ihre inhaltliche Ausrichtung jedoch abzulehnen. Am 4. Mai 2025 wurde Boch mit 88,4 Prozent der Stimmen für eine zweite Amtszeit wiedergewählt.
2024 war Boch als erster gewählter Volksvertreter Protagonist des RTL-Formats Undercover Boss und setzte sich dabei in Verkleidung dem Arbeitsalltag verschiedener städtischer Beschäftigter aus.